# Karl Holoubek
Karl Holoubek (* 21. April 1899 in Wien; † 28. Dezember 1974 ebenda) war ein österreichischer Politiker (SPÖ) und Betriebsassistent. Er war von 1950 bis 1953 Mitglied des Bundesrates und von 1953 bis 1966 Abgeordneter zum Nationalrat.

## Leben
Holoubek besuchte nach der Volksschule eine Bürgerschule und absolvierte in der Folge die Fachschule für Buchdrucker und Schriftgießer, wobei er den Beruf des Schriftsetzers erlernte. In der Folge war Holoubek als Betriebsassistent bei der Firma Mautner Markhof beschäftigt. Er wirkte auf lokalpolitischer Ebene als Obmann der Bezirksorganisation der SPÖ Wien-Rudolfsheim und war zwischen dem 20. März 1950 und dem 18. März 1953 Mitglied des Bundesrates. Danach vertrat er die SPÖ zwischen dem 18. März 1953 und dem 30. März 1966 im Nationalrat.
Holoubek war mehrmals auf Grund seines politischen Engagements in Haft. Er wurde während der Zeit des Austrofaschismus 1934 sowie von 1935 bis 1937 inhaftiert, 1938 wurde er in Gestapohaft genommen und vor dem Berliner Volksgerichtshof zu zweieinhalb Jahren schweren Kerker verurteilt.
Einer der Enkel Karl Holoubeks ist der Rechtsprofessor und Verfassungsrichter Michael Holoubek.

## Auszeichnungen
- 1960: Großes Silbernes Ehrenzeichen für Verdienste um die Republik Österreich[1]